# Dopravní obslužnost
Podle zákona č. 194/2010 Sb. o veřejných službách v přepravě cestujících a o změně dalších zákonů se dopravní obslužností rozumí zabezpečení dopravy po všechny dny v týdnu především do škol a školských zařízení, k orgánům veřejné moci, do zaměstnání, do zdravotnických zařízení poskytujících základní zdravotní péči a k uspokojení kulturních, rekreačních a společenských potřeb, včetně dopravy zpět, přispívající k trvale udržitelnému rozvoji územního obvodu.
Základní dopravní obsluha území veřejnou dopravou se považuje za součást základních sociálních práv občana EU.[zdroj?] Rozsah sítě a přepravní možností linkové autobusové dopravy i železniční osobní dopravy jsou zásadně ovlivněny finančními možnostmi veřejných rozpočtů.